# Sistema de flotas y galeones
El sistema de flotas y galeones fue una medida instituida por Felipe II de España para evitar los constantes ataques a los barcos que transportaban oro y plata americana (entre otros bienes del comercio transatlántico), por parte de los corsarios y piratas, principalmente ingleses y franceses. 
El 16 de julio de 1561 se prohibió toda navegación al margen de las dos flotas anuales que se preveían: una que partiría en enero y otra que lo haría en agosto. El "Sistema de Flotas y Galeones" consistía en que se reunieran en un punto de las  Américas todos los barcos que transportarían los bienes materiales que saldrían en convoy custodiados por una buena cantidad de embarcaciones de guerra de la Armada Española. El punto elegido para la reunión de todos los barcos fue la bahía de La Habana por su ubicación geográfica al centro de las Américas y no demasiado expuesta al Atlántico, pero también por el gran tamaño de la bahía y su condición de bahía de bolsa que colaboraba con la protección de las embarcaciones. 
El grupo de embarcaciones estaba constituido por un número variable de embarcaciones que estaba entre las quince y cuarenta y cinco naves. Este convoy debía salir de la bahía de La Habana con rumbo a Cádiz dos veces al año: Una en enero y la segunda en junio. En 1814 se decide que la primera flota zarpara en abril y no en enero y la segunda seguiría en junio. Antes de salir, sin embargo, debía cumplirse un complejo trasiego de bienes materiales que provenían desde todos los rincones de Hispanoamérica; este movimiento de bienes incluía transportación marítima y terrestre de dos sub-flotas: una que venía de Nueva España y zarpaba de Veracruz a La Habana y la otra que luego de que todos los bienes provenientes del Virreinato del Perú llegara al puerto de Cartagena de Indias, de ahí salía para La Habana. 

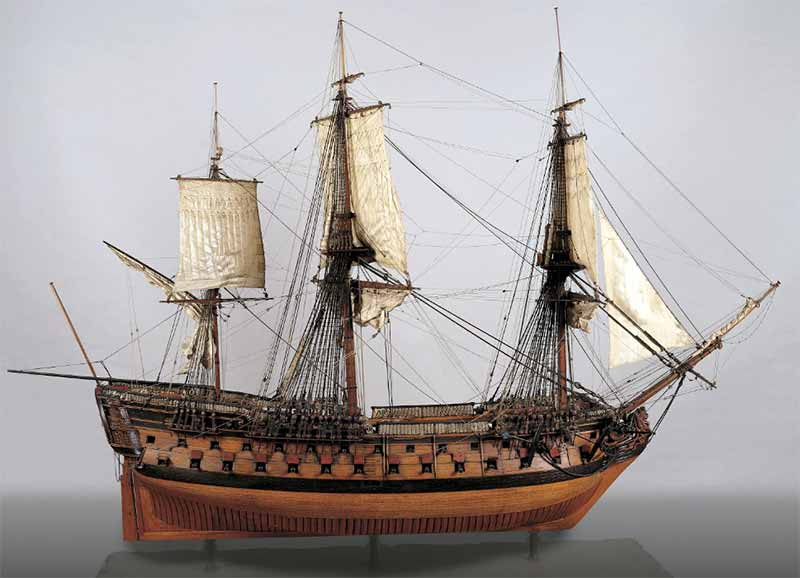
Navío de línea español similar a los empleados en la Flota de Galeones

La seguridad se garantizaba gracias a la navegación en conserva, custodiados por varios galeones que atracaban en dos puertos americanos (Veracruz en Norte y Centroamérica, y Portobelo en Sudamérica), donde cargaban el metal precioso extraído en las minas americanas y desembarcaban los productos llevados desde la Península para su distribución en el continente.
A pesar del beneficio que significaba la protección de los metales preciosos, este sistema generó numerosas consecuencias para América:
el encarecimiento de los productos en zonas distantes a los puertos donde llegaba la flota. Debido a la cantidad de intermediarios por los que pasaban, los productos en las zonas más australes del continente podían salir muchas veces más caras que en el Caribe y zonas aledañas. El Sistema de Flotas y Galeones fue uno de los factores esenciales para la acumulación de riqueza y  el aumento de población en algunas de las ciudades y puertos por los que pasaba. En especial, La Habana fue la ciudad más favorecida de todas. Ahora bien, el sistema funcionó hasta el punto que, en más de dos siglos de navegación en convoy, apenas se perdió a manos de los enemigos del imperio una flota y otras dos parcialmente.